# Peter Rabbit (série de TV)
Peter Rabbit (no Brasil, conhecida como Pedro Coelho) é uma série de animação infantil do gênero comédia para crianças em idade pré-escolar que estreou no canal americano Nick Jr. em 14 de dezembro de 2012, e nos canais britânicos CBeebies e BBC One em 25 de dezembro de 2012. É baseado na personagem de mesmo nome dos livros infantis de Beatrix Potter. A série estreou na TV americana e no iTunes em 14 de dezembro de 2012, com o episódio piloto estreando como um especial de Natal, intitulado O conto de Natal do Pedro Coelho. A série se tornou regular em 19 de fevereiro de 2013, na versão americana. O primeiro DVD oficial de Pedro Coelho foi lançado em 28 de maio de 2013, como exclusivo das promoções do Walmart. Ele contém os primeiros oito episódios da série em um único disco. Em 11 de outubro de 2013, a Nickelodeon encomendou uma segunda temporada de 26 episódios. No País de Gales, a série é conhecida como Guto Gwningen (traduzido livremente como "Guto Coelho" nos países lusófonos) e é dublada em galês na S4C.
Um episódio especial de feriado de primavera, intitulado O conto da primavera de Peter Rabbit (com o episódio real intitulado "O conto do início da primavera"), foi ao ar em 29 de março de 2013, no iTunes nos EUA.
A primeira temporada terminou em 7 de outubro de 2014. A série teve um total de duas temporadas antes de ser cancelada oficialmente em 6 de maio de 2016. Foi produzido para a Nickelodeon dos Estados Unidos pela Brown Bag Films, Penguin Books e Silvergate Media. A série ainda exibe reprises no canal britânico infantil CBeebies no Reino Unido.
A série apresenta e gira em torno do personagem titular Pedro Coelho (vozes de Colin DePaula e L. Parker Lucas na versão americana e Connor Fitzgerald e Harry Henty na versão original) e de seu primo mais novo Benjamin Coelho (voz de Peter Steve Harris na versão americana e Danny Price na versão original), juntamente com a nova personagem chamada Lily Rabicho (voz de Michaela Dean na versão americana e Harriet Perring e Poppy Labrosse na versão original), enquanto enganam predadores e evitam obstáculos em suas aventuras.
O programa apresenta temas educacionais que incentivam crianças na fase pré-escolar a aprender conceitos sobre resolução de problemas, habilidades interpessoais, conscientização, autoeficácia, resiliência, reformulação positiva e promoção do interesse e respeito pela natureza.

## Sinopse
O programa segue Pedro Coelho à medida que ele supera obstáculos, engana predadores e evita o perigo. Pedro quer crescer para ser como o seu falecido pai e leva o seu diário (um guia sobre como ser um bom coelho) nas suas aventuras com os seus amigos, o primo Benjamin Bunny e a nova personagem Lily Bobtail, no Lake District, no norte de Inglaterra.

## Personagens

### Principais
- Peter Rabbit – O principal protagonista da série. Um jovem coelho travesso, curioso, perspicaz, esperto, imaginativo e aventureiro. Ele também é o mais velho dos irmãos. Diferentemente do personagem dos livros, esta versão de Peter Rabbit não tem sapatos. Ele também pode ser muito cabeça quente. Os bordões de Peter são "um bom coelho nunca desiste!" e "vamos lá!"
- Benjamin Bunny – primo de Peter que o acompanha em suas aventuras. Diferentemente do personagem dos livros, Benjamin é mais baixo e mais jovem que Peter nesta adaptação. Ele é retratado como covarde, fraco, desajeitado, faminto e sem noção, mas também bem-humorado, leal e gentil. O slogan de Benjamin é "coelhos são corajosos, coelhos são corajosos...", que ele diz quando está com medo.
- Lily Bobtail – A melhor amiga perspicaz de Peter e Benjamin, que carrega muitos objetos úteis no bolso. Ao contrário de Peter e Benjamin, que foram baseados nos livros de Beatrix Potter, Lily é uma nova personagem que foi criada pela equipe de produção da série.[8] Ela carrega muitos objetos em um bolso do vestido. Os bordões de Lily são "Eu sei disso com certeza!" e "só por precaução, bolso, só por precaução!"

### Recorrente
- Mr. Tod - O principal antagonista da série. Uma raposa vermelha que falha constantemente em caçar, capturar e devorar os protagonistas e outras personagens secundárias.
- Esquilo Nutkin - Um esquilo de cauda curta e o líder da tribo dos esquilos. É o amigo de Peter, que o salva sempre que é capturado pelo Sr. Tod. A sua cauda foi cortada pelo Velho Castanho.
- Félix - O braço direito do Esquilo Nutkin.
- Josephine Rabbit - A viúva do Sr. Coelho, mãe de Peter, Cotton-tail, Flopsy e Mopsy, tia de Benjamin, e irmã do Sr. Bouncer.
- Flopsy e Mopsy - As irmãs gémeas mais velhas, ignorantes, arrogantes, mandonas e presunçosas de Peter. Mopsy é a gémea mais velha e Flopsy é a gémea mais nova. São primas gémeas do Benjamin.
- Rabo de Algodão - A irmã mais nova do Peter, da Flopsy e da Mopsy, e a prima mais nova do Benjamim.
- Sr. Bouncer - O pai solteiro de Benjamin. É tio do Pedro, do Rabo de Algodão, do Flopsy e do Mopsy, irmão da Josefina e cunhado do Sr. Coelho. Gosta de inventar muitas coisas, que muitas vezes correm mal.
- Jeremy Fisher - Um sapo a quem o Peter, o Benjamin e a Lily causam problemas acidentalmente, de vez em quando. Gosta de pescar e era amigo do pai de Peter. Tem uma paixão pela música, mas não sabe cantar.
- Jemima Puddle-Duck - Uma pata simpática, mas muito simples, que conhece bem o Peter e os seus amigos. Tem três patinhos.
- Sra. Tiggy-Winkle - Um ouriço, lavadeira e uma das muitas pessoas da cidade com quem Peter interage. Fala com sotaque irlandês.
- Ginger e Pickles - Um gato e um cão que gerem a loja da aldeia. O Pickles é bastante rude, enquanto a Ginger é mais respeitadora dos seus clientes.
- Mr. McGregor - Um agricultor humano cujos vegetais são o alvo de Peter. O seu rosto é mantido escondido. É retratado como um homem idoso que se cansa frequentemente. Fala com um sotaque escocês.
- Tommy Brock - Um texugo irritadiço que acha Peter e os seus amigos desagradáveis quando o acordam ou perturbam os seus pertences, mas por vezes dá-se bem com eles e até os salva do Sr. Tod. Gosta de comer minhocas.
- Velho Castanho - Uma coruja de temperamento curto que só quer silêncio, por isso ataca qualquer pessoa que faça barulho na sua vizinhança. Persegue constantemente o Nutkin por perturbar a paz.
- Samuel Whiskers - Uma ratazana cujo nome completo é Samuel Jeremiah Bartholomew Edmond Cornelius Whiskers.[9] Anda sempre atrás de uma refeição fácil, de preferência bolos e doces cozinhados, e tenta frequentemente roubar comida às outras personagens.
- Dr. Warren Bobtail - Pai da Lily e médico de família dos Coelhos. Tem um olfato forte.
- Sra. Bobtail - A mulher do Warren e a mãe da Lily.
- Porco Robinson - Um porco simpático que vive numa quinta com o seu melhor amigo Mittens. Adora pintar no seu cavalete e tenta fazer amizade com toda a gente que encontra.
- Mittens - Uma jovem gata que vive numa quinta com o seu melhor amigo, Pig Robinson. Embora um pouco hostil com Peter, Benjamin e Lily no início, ela acaba por se aproximar deles. É agressiva com todos os roedores e detesta a ideia de Tommy Brock se mudar para a sua quinta.
- Sr. Tolly - Uma tartaruga que, ao longo dos seus muitos anos, conheceu muitos dos amigos e inimigos de Peter Rabbit, bem como o pai de Peter, com quem viveu muitas aventuras ao lado de Jeremy Fisher e do Sr. Bouncer.
- Jack Sharp - Um peixe-espinho de três espinhos que conheceu o Sr. Coelho. Luta frequentemente com Jeremy Fisher.
- O Musaranho - Um musaranho cujo território possui um campo abundante de dentes-de-leão, que ele guarda contra o coelho Pedro ou qualquer outro animal. É objeto do afeto de Cotton-tail, para seu desgosto.
- Os irmãos Tittlemouse - Albert, Louisa e Stanley são irmãos ratos que estão sempre a tentar sobreviver.

Cinquenta e seis episódios de Pedro Coelho foram ao ar até 2016. Com exceção de "O Conto de Natal do Pedro Coelho", todos os títulos dos episódios da série começam com "O Conto de". A versão americana não seguiu esse método de titulação dos episódios na 2ª temporada até seu cancelamento, que ocorreu em 6 de maio de 2016.

## Elenco de voz

### Versão do Reino Unido
- Connor Fitzgerald (1ª temporada) e Harry Henty (2ª temporada) como Peter Rabbit
- Harriet Perring (1ª temporada) e Poppy Labrosse (2ª temporada) como Lily Bobtail
- Danny Price como Benjamin Bunny
- Nigel Pilkington como esquilo Nutkin e esquilos
- Mark A. Huckerby como Sr. Tod
- JB Blanc como Tommy Brock
- Dave B. Mitchell como Sr. McGregor
- Joshua Colley como Porco Robinson
- Gwenfair Vaughan como Sra.
- Justin PG Trefgarne como The Shrew, Dr. Warren Bobtail, Felix (2ª temporada), Albert Mouse (2ª temporada) e Stanley Mouse (2ª temporada)
- Roger May como Sr. Bouncer
- Gemma Harvey como Jemima Puddle-Duck
- Sophie Aldred como Sra. Bobtail, Sra. Rabbit (2ª temporada), Flopsy (2ª temporada) e Mopsy (2ª temporada)
- Emma Tate como Cottontail (2ª temporada) e Louisa Mouse (2ª temporada)
- Jo Wyatt como Sra. Rabbit, Flopsy, Mopsy e Cotton Tail  (Temporada 1)
- Dan Chambers como Jeremy Fisher, Ginger e Pickles, Sr. Tolly (2ª temporada) e Jack Sharp (2ª temporada)
- Laurence Kennedy como Sammy Whiskers e Old Brown
- Sophia Waterton como Mittens (2ª temporada)

### Versão dos EUA
- Colin DePaula como Peter Rabbit (Temporada 1, 28 episódios, 2012–2014)
- L. Parker Lucas como Peter Rabbit (2ª temporada, 28 episódios, 2014–2016)
- Peter Steve Harris como Benjamin Bunny (56 episódios, 2012–2016)
- Michaela Dean como Lily Bobtail (56 episódios, 2012–2016)
- Kyle Dean Massey como Squirrel Nutkin (53 episódios, 2012–2016)
- Stephanie Sheh como Josephine Rabbit (1ª temporada)
- Megan Taylor Harvey como Flopsy, Mopsy (Temporada 1)
- Brittany Harms como Flopsy (Temporada 2)
- Sawyer Niehaus como Mittens e Mopsy (2ª temporada)
- Jenna Iacono (1ª temporada) e Aviella Kibel (2ª temporada) como Cottontail Rabbit
- JB Blanc (54 episódios, 2012–2016) como Tommy Brock, Mr. Bouncer, Ginger e Jack Sharp
- Mark A. Huckerby como Sr. Tod
- Dave B. Mitchell como Sr. McGregor e Velho Brown
- Gwenfair Vaughan como Sra.
- Sarah Bolt como Jemima Puddle-Duck (temporadas 1–2) e Sra. Bobtail (temporada 1)
- Katie Koslowski como Josephine Rabbit (2ª temporada) e Sra. Bobtail (2ª temporada)
- Kirk Thornton como Jeremy Fisher e Pickles
- Shawn Curran como Sammy Whiskers e Dr. Warren Bobtail
- Spike Spencer como A Megera e Félix
- Joshua Colley como Porco Robinson
- David McCamley (23 episódios, 2014–2015)
- Dino Athanassiou (23 episódios, 2014–2015)
- Cole Meyer Carandang (23 episódios, 2014–2015)
- Jennifer Fox (1 episódio, 2015)

## Episódios
Peter Rabbit foi exibido no canal canadense Treehouse TV. No Reino Unido, a série é exibida no canal CBeebies e nos serviços de streaming Netflix e Amazon Prime Video.
Os direitos de distribuição foram detidos globalmente pela Silvergate Media, exceto na América do Norte e na Índia, onde a Nickelodeon / Viacom Media Networks os garantiu sob licença exclusiva da Paramount Global. A série estava disponível para ser assistida pelos espectadores no Paramount+ até ser removida oficialmente em junho de 2023.

## Home Video

### América do Norte
Os lançamentos para home vídeo na América do Norte foram realizados pela Paramount Home Entertainment.

## Recepção
A série recebeu críticas em sua maioria positivas. "O conto de Natal do Pedro Coelho", atraiu 3 milhões de espectadores no total e foi classificado como a série número um entre K2-5 e K2-11 em toda a TV em seu período. Foi também a série de animação pré-escolar mais bem avaliado e assistido da semana, registrando ganhos de dois e três dígitos em relação ao ano passado, com K2-5 (6,7/891.000, +196%) e K2-11 (4,7/1,6 milhões, +22%); e A18-49 (0,9/940.000, +73%), tornando-se a série de TV pré-escolar mais bem avaliado da semana.
De acordo com 'By The Numbers', a nova série animada da Nickelodeon, Pedro Coelho chegou ao topo das paradas com sua estreia na terça-feira, 19 de fevereiro, que atraiu 1,7 milhão de espectadores no total. A nova série animada em CGI também foi a principal transmissão da TV a cabo estrangeira em seu período, com os números sendo K2-5, A18-49, S18-49 e espectadores totais, registrando ganhos de dois dígitos para a rede de TV a cabo.
As transmissões do programa pela CBeebies foram igualmente bem-sucedidas, com a transmissão na manhã de Natal de 2012 na BBC One obtendo a maior audiência em qualquer canal naquele horário.
No Emmy Awards de 2014, a série animada ganhou três Emmys diurnos e marcou outras cinco indicações, ganhando o maior número de indicações para uma série de animação naquele ano.